# Скаптесила
Скаптесила (Скаптехила) (греч. Σκαπτὴ Ὕλη, др.-греч. Σκαπτηςύλη, лат. Scaptensula) — древний город Восточной Македонии.

## Название
Греческое название города Σκαπτης ύλη происходит от слова σκαπάνη — вскапывание, рытье. Историки по-разному называют в своих трудах данный город: Геродот — Скаптегила; Лукреций — Скаптен-сула; Плутарх, Марцелин — Скаптесила.

## География
Античные авторы определяют Скаптесилу как город во Фракии, в нижнем течении реки Нестос у Пангейской горы. Исследователи с XVI века — Пьер Белон, Жорж Перро — пытаются найти данный город, так как следов от него не осталось. В 1976 −1980 гг. учёные Хайнц Йозеф Унгер (нем. Heinz Josef Unger) и Эвальд Шютц (нем. Ewald Schütz) пришли к выводу, что Скаптесила может располагаться в одном из двух мест:
- на юге Пангейских гор;
- на севере-востоке Пангейских гор.

Ephoria Kavala на основании археологических раскопок, сделал вывод о том, что поиск Скаптесилы должен быть продлён в отдалённых северных районах Пангейских гор.

## История
Данный город был известен уже с конца VI — начала V вв. до н. э. наличием золотых рудников. О них упоминает Геродот:

«Так, золотые рудники в Скаптегиле приносили обычно 80 талантов»— Геродот. История, кн.VI, 46, пер. Г. А. Стратановского.
Годовой объём производства в 80 талантов эквивалентен современным 1344 килограммам. Следов от данных рудников на поверхности в Скапетиселе не осталось, поэтому скорее всего данное месторождение было россыпным.
Однако Лукреций в поэме «О природе вещей» приводит другие данные, которые позволяют думать о рудниках Скаптесулы в виде железной шляпки колчеданного месторождения:

«Там, наконец, где, стремясь к золотым и серебряным жилам,
В недрах сокрытых земли рудники прорывая железом,

Что за ужасный идёт из-под почвы Скаптенсулы запах!»— Лукреций. De rerum natura, 810, пер. Ф. Петровского.
Скаптесила, Скаптегила, Скаптенсула, по географическим описаниям, одно и тоже месторождение. Следовательно во Фракии разрабатывались и россыпные и колчеданные месторождения золота.
В середине I в. до н. э. римлянам удалось установить свой протекторат над Фракией, лежащей к востоку от Македонии. Далее в труде Страбона упоминаний о данном городе нет, однако существуют свидетельства о продолжающейся выработке золота в этом месте.

«к Македонии и побережье от Стримона до реки Неста так как Филипп прилагал особые старания завладеть этими землями и затем, подчинив их себе, извлекал из рудников и из прочих природных богатств края огромные доходы… Очень много золотых рудников находится в Кренидах, где близ горы Пангея расположен теперь город Филиппы. На самой горе Пангей тоже есть золотые и серебряные рудники, как и в областях по ту и по эту сторону реки Стримона вплоть до Пеонии.»
— Страбон. География, кн. VII, 34, пер. Г. А. Стратановского

## Интересные факты
Аммиан Марцеллин в небольшом сочинении «О жизни Фукидида и свойствах его речи» утверждает, что от своих предков Фукидид унаследовал в Скаптегиле владение золотыми приисками, что у этого историка была жена-фракиянка, родом из Скаптегилы, что во время своего изгнания Фукидид проживал в Скаптегиле, где под сенью платана писал свой великий труд. По Плутарху (биографии Кимона, 4), Фукидид погиб насильственною смертью в Скаптегиле.